# Яблунівка (притока Золотої Липи)
Яблунівка (пол. Jabłonówka) — річка в Україні у Тернопільському районі Тернопільської області. Ліва притока Золотої Липи (басейн Чорного моря).

## Опис
Довжина річки приблизно 10,46 км, найкоротша відстань між витоком і гирлом — 7,30  км, коефіцієнт звивистості річки — 1,43 . Формується багатьма безіменними струмками та декількома загатами.

## Розташування
Бере початок у селі Угринів. Тече переважно на південний захід через село Яблунівку і у селі Завалів на висоті 243,2 м над рівнем моря впадає у річку Золоту Липу, ліву притоку Дністра.

## Цікавий факт
- Понад річкою пролягає автошлях Т 0903[2] (автомобільний шлях територіального значення бере свій початок у місті Галичі Івано-Франківської області. Проходить територією Тернопільського та Чортківського районів Тернопільської області і веде в Сатанів Хмельницької області)
- Річка бере початок у листяному лісі[3].